# Laak (veenstroom in Den Haag)

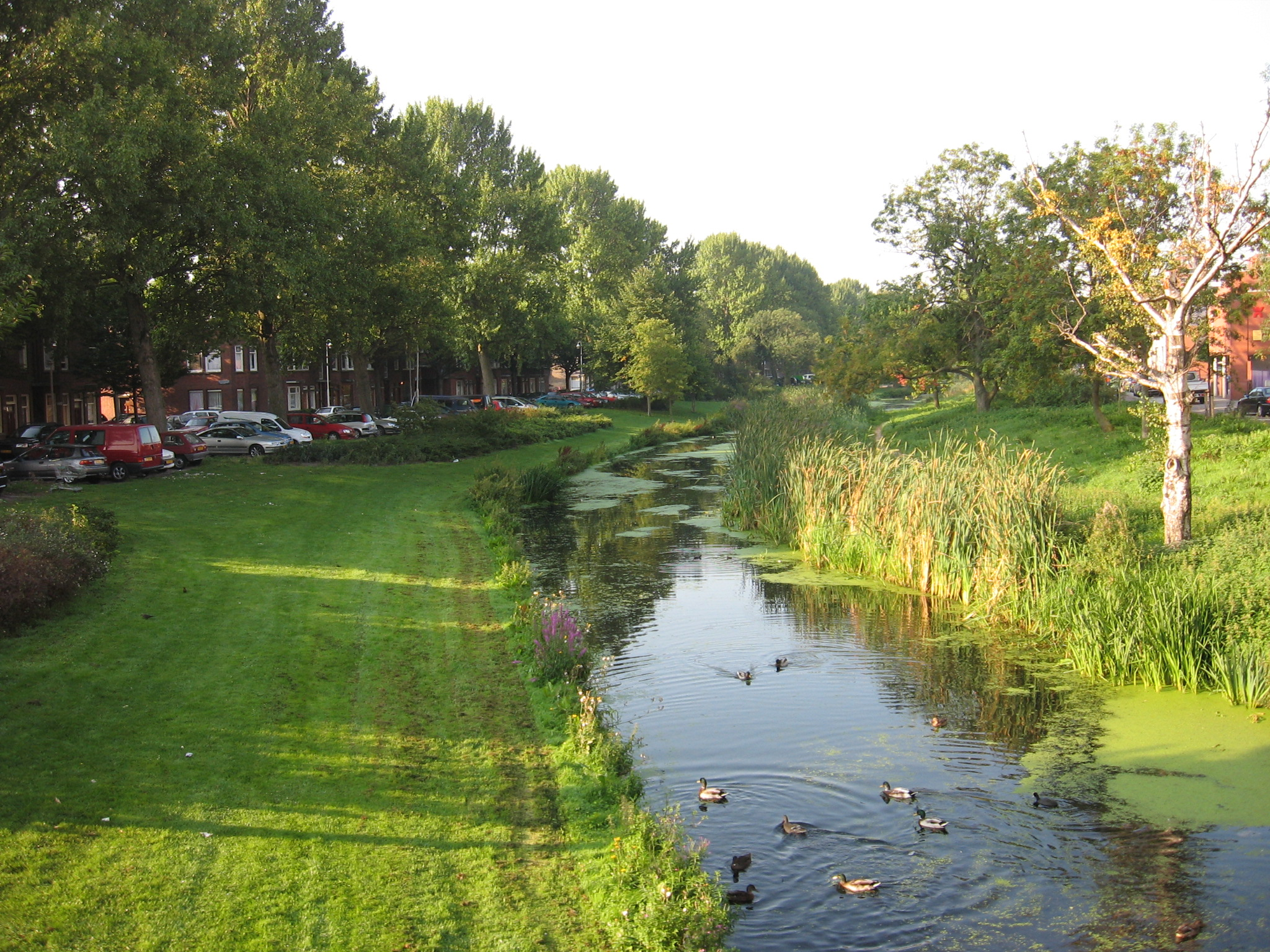
Laak langs de Laakkade

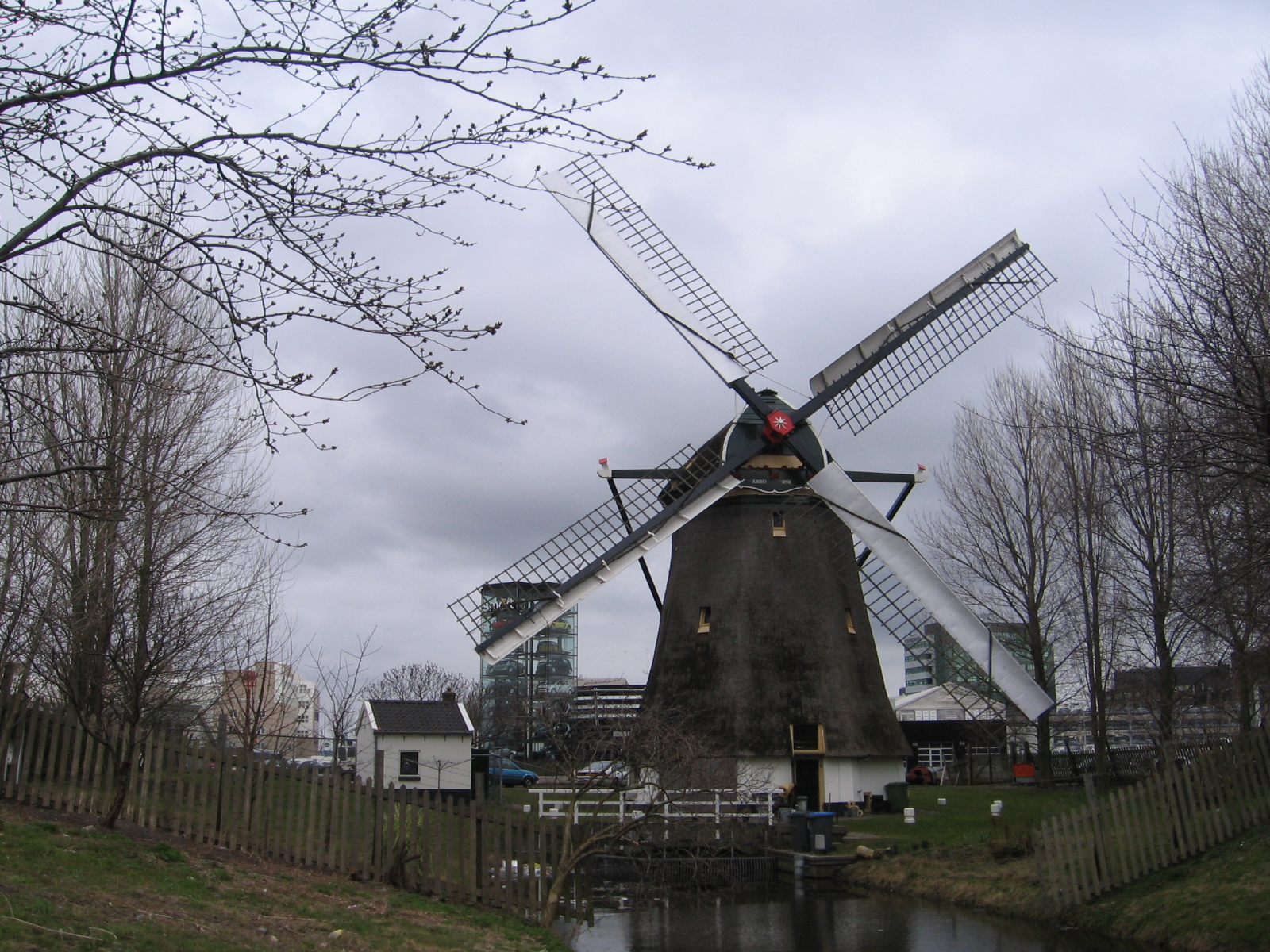
Laakmolen

De Laak is een eeuwenoud veenriviertje dat door Den Haag loopt. Via de Laak werd het water afgevoerd richting de Haagvliet. De Laakmolen en de Broekslootmolen hadden tot taak het overtollige water in de Noordpolder in de boezem van de Vliet te malen. De wijk rond het veenstroompje heet Laakkwartier en Spoorwijk. 
De naam 'Laak' komt vaker voor als naam voor een water. Het woord heeft een samenhang met de riviernaam Lek.